# Костадин Кавалджиев
Костадин (Константин, Кочо) Димитров Кавалджиев е български просветен деец от късното българско възраждане в Македония.

## Биография
Кавалджиев е роден в македонския град Петрич, тогава в Османската империя, днес в България. През 1903 година завършва духовна академия в Казан, Русия с научна степен „кандидат на богословието“.  Завръща се в Османската империя и от Българската екзархия е назначен за директор на българско класно училище в Струмица. По-късно Костадин Кавалджиев става учител в Петрич. След това преподава в Българската духовна семинария в Цариград. През учебната 1907-1908 година е преместен от Казанлъшкото педагогическо училище в Сливенската мъжка гимназия, а по-сетне в Сливенската девическа гимназия. Пенсионира се като директор на Сливенската гимназия.